# Cirilo IV de Constantinopla
Cirilo IV de Constantinopla (em grego: Κύριλλος Δ΄; m. 1728) foi patriarca ecumênico de Constantinopla entre 1711 e 1713.

## História
Cirilo era natural de Mitilene, na ilha de Lesbos, e era conhecido por sua erudição. Antes de sua eleição, era bispo metropolitano de Cízico. Foi eleito em 1709, mas Atanásio V de Constantinopla, com a ajuda do grão-vizir Chorlulu Ali Paxá, tomou-lhe o trono. Só depois que ele foi deposto por suas tendências pró-católicas é Cirilo pôde assumir. Ele imediatamente iniciou uma reconstrução do Patriarcado, mas recusou-se a aumentar o tributo pago à Sublime Porta. Por isso, acabou forçado a renunciar em 1713. Deposto, Cirilo permaneceu em Istambul até a sua morte em 1728.